# Selasphorus platycercus
El colibrí coliancho (Selasphorus platycercus), también denominado chispita de cola ancha, zumbador coliancho o zumbador cola ancha, es una especie de ave apodiforme de la familia Trochilidae —los colibríes— perteneciente al género Selasphorus. Es nativo del oeste de Estados Unidos, México y este de Guatemala.

## Distribución y hábitat
El área de nidificación en el oeste de Estados Unidos se extiende desde el extremo este de Oregón, centro norte de Idaho, Wyoming por Utah, Nevada, centro-este de California, Colorado, hasta Arizona, Nuevo México y oeste de Texas; en México, en el noreste de Sonora, Tamaulipas, Nuevo León, Michoacán, Hidalgo, México hasta Chiapas y las montañas del este de Guatemala (donde es rara). Las poblaciones norteñas migran hacia México en los inviernos boreales.
El hábitat de reproducción de los colibríes de cola ancha incluye sauces alrededor de lechos de arroyos secos o húmedos, bosques de piñones, enebros, abetos y robles. Se sabe que anidan a una altitud de hasta 3230 m. En su rango invernal, que se superpone con el rango de reproducción de las poblaciones residentes en México, usan bosques de espinos y robles en elevaciones más bajas, y bosques mixtos de robles, pinos y cipreses, así como bosques de abetos en elevaciones más altas. Debido a la disponibilidad durante todo el año de comederos para colibríes en algunas áreas, algunas poblaciones han establecido su residencia en áreas urbanas y suburbanas del suroeste de los Estados Unidos.

## Descripción
Es un colibrí de mediano tamaño con una longitud de aproximadamente 10 cm. Son sexualmente dimórficos. Los machos tienen un gorjal metálico de color rosa iridiscente, lados y dorso de color verde con algo de color rufo en la cola. Las hembras son menos coloridas, carecen de un gorjal completo y exhiben costados de color beige y un dorso verde. Las hembras son más grandes que los machos, pero la masa corporal puede variar durante el transcurso de un día según la ingesta de néctar. Los machos jóvenes parecen hembras adultas y son difíciles de distinguir.

## Reproducción
Tienen un sistema de apareamiento promiscuo en el que el macho y la hembra solo interactúan para la cópula. Los machos pueden aparearse con hasta seis hembras en una temporada. Los machos cortejan a las hembras haciendo una serie de exhibiciones de buceo.
Después de la cópula, la hembra puede quedarse y acicalarse durante unos minutos antes de volar. Los nidos son construidos solamente por la hembra, los cuales son cóncavos en forma de semicírculo en el cual se ponen dos huevos.
Las hembras de colibríes de cola ancha hacen el nido y crían solos a las crías. De diez a doce días después de la eclosión, las hembras comienzan a descansar lejos del nido, donde casi no hay suficiente espacio para que las crías se acurruquen juntas. Las hembras alimentan a los jóvenes, con insectos, en su mayoría pequeños, durante su desarrollo, y luego los abandonan para comenzar su migración hacia el sur.

## Sistemática

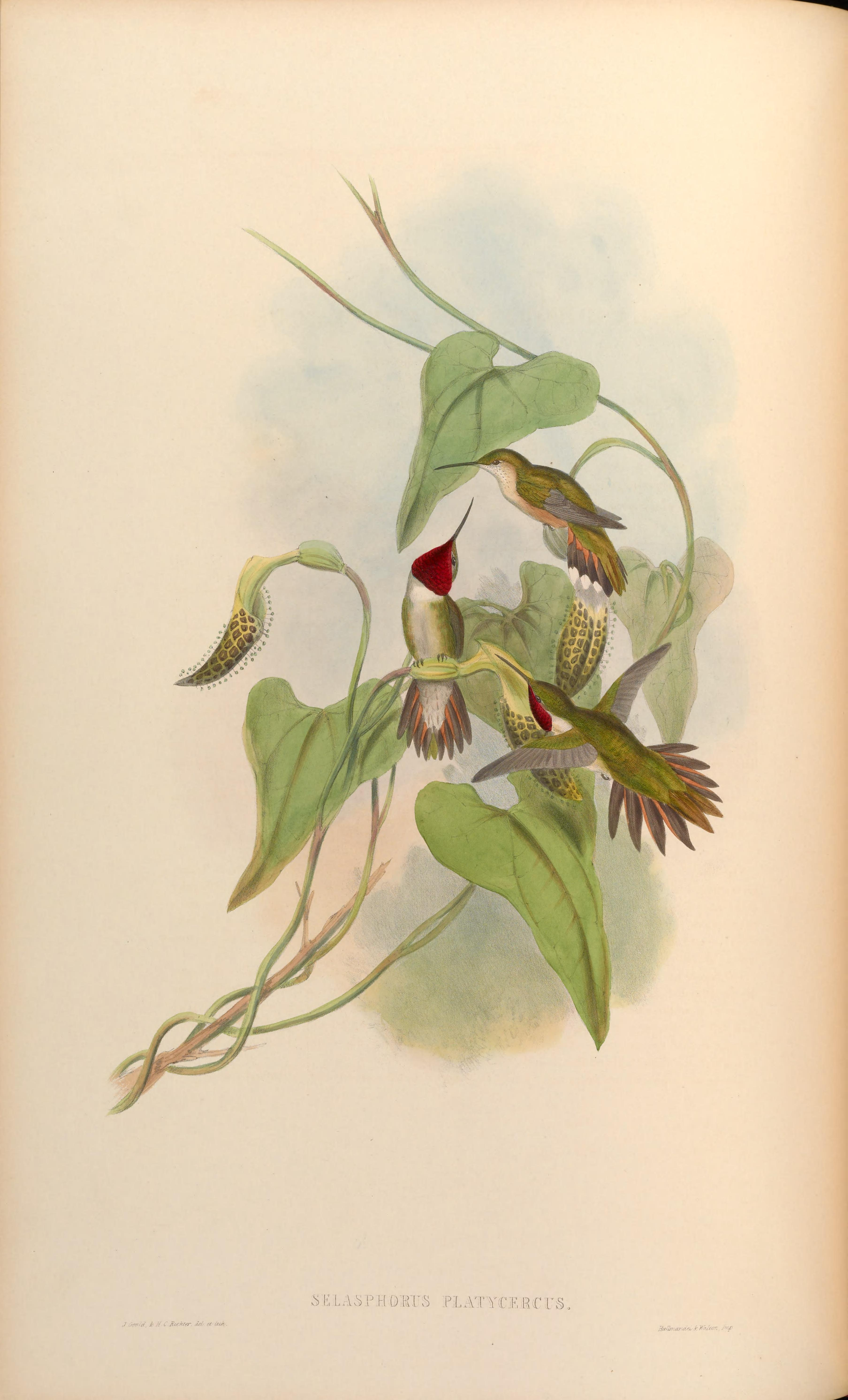
Selasphorus platycercus, ilustración de Gould y Richter en A monograph of the Trochilidae, or family of humming-birds 3, 1861.

### Descripción original
La especie S. platycercus fue descrita por primera vez por el ornitólogo británico William Swainson en 1827 bajo el nombre científico Trochilus platycercus; la localidad tipo no fue dada, se asume: «México».

### Etimología
El nombre genérico masculino «Selasphorus» se compone de las palabras del griego «selas» que significa ‘luz, llama’, y «phoros» que significa ‘que lleva’; y el nombre de la especie «platycercus», se compone de las palabras del griego «platus» que significa ‘ancho’, y «kerkos» que significa ‘cola’.

### Taxonomía
Es monotípica. La forma descrita S. platycercus guatemalae Griscom, 1930, se considera mal definida e incluida en la nominal. Se registran híbridos de la presente especie con Calypte anna, Calothorax lucifer, Archilochus alexandri, Archilochus colubris, Selasphorus calliope y Selasphorus rufus.